# Cryptocephalus tetraspilus
Cryptocephalus tetraspilus – gatunek z rzędu chrząszczy z rodziny stonkowatych (Chrysomelidae). Gatunek po raz pierwszy został naukowo opisany w 1851 roku przez Suffriana.